# けんびきょう座AX星
| 太陽 | けんびきょう座AX星 |
| ---- | ------------------ |
| 太陽 | Exoplanet          |

けんびきょう座AX星(英語: AX Microscopii)、またはラカーユ8760(英語: Lacaille 8760)は、けんびきょう座の方向にある赤色矮星である。望遠鏡なら容易く観測出来るが、視等級は6.7等なので、非常に良い観測条件であれば、なんとか肉眼でも観測出来る。太陽系からの距離は12.9光年（3.97パーセク）で、地球に近い恒星の一つである。ニコラ・ルイ・ド・ラカーユにより南アフリカ天文台で発見され、他の恒星と共に1763年作成の星表に掲載された。
以前は、けんびきょう座AX星はスペクトルにおける分類が曖昧で、文献によってK2型からM7型までと大きく差がある。1979年にPatrick Byrneはこの恒星が閃光星である事を発見した。よって、閃光星であることを示すアルゲランダー記法に基づく名称（けんびきょう座AX星）が与えられた。平均で1日1回以下しか太陽フレアを起こさない。これは閃光星としては比較的、静穏の方である。
太陽を含む多くの恒星は銀河系を円軌道で公転しているが、けんびきょう座AX星は離心率0.23の楕円軌道で公転している。この星が太陽系に最も接近したのは2万年前で、その時の距離は12光年（3.7パーセク）であった。けんびきょう座AX星は推定で、約750億年の寿命を持っているとされており、これは太陽よりも7倍以上長い。
2011年時点で、恒星の周りに太陽系外惑星などの天体は発見されていない。
けんびきょう座AX星は、太陽の60%の質量と51%の半径を持つ。これまで知られている中で、けんびきょう座AX星は最大級の規模を持つ赤色矮星の内のひとつである。